# Actinodaphne
Genre
Classification phylogénétique
Actinodaphne est un genre de plantes à fleurs de la famille des Lauraceae. Ce sont des arbres et des arbustes.

## Description
- Arbres à feuilles persistantes, groupées ou verticillées.
- Fleurs unisexuées[2].

## Principales espèces
- Actinodaphne albifrons
- Actinodaphne bourneae
- Actinodaphne cupularis
- Actinodaphne cuspidata
- Actinodaphne ellipticbacca
- Actinodaphne forrestii
- Actinodaphne glaucina
- Actinodaphne fragilis
- Actinodaphne henryi
- Actinodaphne johorensis
- Actinodaphne kweichowensis
- Actinodaphne lanata
- Actinodaphne lawsonii
- Actinodaphne lecomtei
- Actinodaphne magniflora
- Actinodaphne malaccensis
- Actinodaphne montana
- Actinodaphne mushanensis
- Actinodaphne obovata
- Actinodaphne obscurinervia
- Actinodaphne omeiensis
- Actinodaphne paotingensis
- Actinodaphne pilosa
- Actinodaphne pruinosa
- Actinodaphne salicina
- Actinodaphne trichocarpa
- Actinodaphne tsaii